# Флаг Октябрьского (Камчатский край)
Флаг муниципального образования «Октя́брьское городское поселение» Усть-Большерецкого муниципального района Камчатского края Российской Федерации — опознавательно-правовой знак, служащий официальным символом муниципального образования.
Флаг утверждён 27 октября 2011 года решением Собрания депутатов Октябрьского городского поселения № 145 и 21 декабря 2011 года внесён в Государственный геральдический регистр Российской Федерации с присвоением регистрационного номера 7341.

## Описание
«Прямоугольное двухстороннее полотнище с отношением ширины к длине 2:3, состоящее из четырёх полос (жёлтого, голубого, жёлтого и голубого цвета) в отношении 1:1:1:9, при этом верхняя голубая полоса слева и нижняя жёлтая полоса справа не достигают края полотнища и скруглены. В середине полотнища вверху белый морской якорь, кольцом на голубой верхней части полотнища, а под ним три веерообразно обращённые к носу якоря белые сёмги, с красными жабрами, плавниками и хвостом, при этом левая сёмга — спиной влево, остальные — вправо».

## Обоснование символики
Октябрьское городское поселение, входящее в Усть-Большерецкий муниципальный район Камчатского края, расположено на песчаной косе длиной около 25 км, между рекой Большой, являющейся судоходной, и Охотским морем.
Флаг Октябрьского городского поселения языком символов и аллегорий раскрывает необычные географические особенности поселения, а также основную сферу деятельности местного населения — добычу рыбы и её переработку:
— якорь — символизирует весь рыболовный флот, базирующийся в Октябрьском поселении. Каждое рыбоперерабатывающее предприятие (а всего их — свыше десяти), зарегистрированное в муниципальном образовании «Октябрьское городское поселение», имеет свой флот рыбодобывающих судов. Символика якоря многозначна — символ устойчивости, надежды, спасения, безопасности, стабильности, верности. Положенный поверх нижней жёлтой полосы, представляющей косу, отделяющую реку от моря, якорь символизирует сам посёлок Октябрьский и его людей, которые «бросили здесь якорь», осели, живут и трудятся;
— сёмги — символ богатой рыбной фауны Камчатской земли, символ нелёгкого труда рыбодобытчиков;
— голубой цвет полотнища — аллегория Охотского моря;
— жёлтая фигура — аллегория песчаной косы, которая укрывает рыболовные суда во время штормов и цунами.
— узкая голубая полоса — аллегория реки Большая, берега которой застроены причалами, к которым швартуются рыболовные суда во время стоянки.
Голубой цвет (лазурь) — символ возвышенных устремлений, искренности, преданности, возрождения.
Жёлтый цвет (золото) — символ высшей ценности, величия, богатства, урожая.
Белый цвет (серебро) — символ чистоты, открытости, божественной мудрости, примирения.